# Mireya Bugeja
Mireya Bugeja (* 26. April 2007) ist eine maltesische Leichtathletin, die sich auf den Mittelstreckenlauf spezialisiert hat.

## Sportliche Laufbahn
Erste Erfahrungen bei internationalen Meisterschaften sammelte Mireya Bugeja beim Europäischen Olympischen Jugendfestival (EYOF) 2022 in Banská Bystrica, bei dem sie mit 2:26,56 min in der Vorrunde im 800-Meter-Lauf ausschied. Im Jahr darauf gewann sie bei den Spielen der kleinen Staaten von Europa in Marsa in 4:43,71 min die Silbermedaille über 1500 Meter hinter ihrer Landsfrau Gina McNamara. 2024 belegte sie bei den U18-Balkan-Meisterschaften in Maribor in 2:14,48 min den siebten Platz über 800 Meter und anschließend schied sie bei den U18-Europameisterschaften in Banská Bystrica mit 2:12,33 min im Vorlauf aus. Im Jahr darauf gewann sie bei den GSSE in Andorra la Vella in 4:33,30 min die Bronzemedaille im 1500-Meter-Lauf hinter der Luxemburgerin Vera Bertemes-Hoffmann und ihrer Landsfrau Gina McNamara und im Juli belegte sie bei den U20-Balkan-Meisterschaften in Craiova in 4:26,97 min den vierten Platz. Anschließend verpasste sie bei den World University Games in Bochum mit 4:26,85 min den Finaleinzug und schied bei den U20-Europameisterschaften in Tampere mit 2:13,08 min in der ersten Runde über 800 Meter aus.
2021 wurde Bugeja maltesische Meisterin im 800-Meter-Lauf sowie 2023 über 1500 Meter.

## Persönliche Bestleistungen
- 800 Meter: 2:10,46 min 5. April 2025 in Marsa (maltesischer U20-Rekord)
  - 800 Meter (Halle): 2:13,70 min, 19. Januar 2025 in London
- 1500 Meter: 4:26,85 min, 25. Juli 2025 in Bochum (maltesischer U20-Rekord)